# Buddy (chanteur)
Pour les articles homonymes, voir Buddy.
 (février 2017).
Si vous disposez d'ouvrages ou d'articles de référence ou si vous connaissez des sites web de qualité traitant du thème abordé ici, merci de compléter l'article en donnant les références utiles à sa vérifiabilité et en les liant à la section « Notes et références ».
Buddy, de son vrai nom Sebastian Erl est un chanteur de schlager allemand berlinois.
Il est notamment connu pour ses tubes Ab in den Süden (2000) et Mama Mallorca (2005)